# Thất quark
Trong vật lý hạt, thất quark (tiếng Anh: heptaquark) là một họ các hạt tổng hợp giả định, mỗi hạt bao gồm bảy quark hoặc phản quark với bất kỳ hương nào.

## Tính chất
Một mô hình dự đoán rằng trạng thái thất quark năng lượng thấp nhất sẽ là trạng thái spin -1/2 hoặc spin -3/2 năng lượng khoảng 2,5 GeV. Một nghiên cứu khác cho thấy ngũ quark ổn định nhất sẽ bao gồm ba quark lạ và hai phản quark lạ.